# Eriborus variegatus
Eriborus variegatus là một loài tò vò trong họ Ichneumonidae.